# Old Times Were Good Times
Old Times Were Good Times è il quarto singolo di Son of Dave estratto dall'album 03 nel 2008.

## Tracce
1. Old Times Were Good Times – 3:01
2. So Good, So Wrong – 3:14

## Il video
Venne fatto un video dove mostra Darvill che canta e suona in uno scenario tra i vecchi e i nuovi tempi.